# CIB2
CIB2 (англ. Calcium and integrin binding family member 2) – білок, який кодується однойменним геном, розташованим у людей на 15-й хромосомі. Довжина поліпептидного ланцюга білка становить 187 амінокислот, а молекулярна маса — 21 644.
| 10         |  | 20         |  | 30         |  | 40         |  | 50         |
| ---------- |  | ---------- |  | ---------- |  | ---------- |  | ---------- |
| MGNKQTIFTE |  | EQLDNYQDCT |  | FFNKKDILKL |  | HSRFYELAPN |  | LVPMDYRKSP |
| IVHVPMSLII |  | QMPELRENPF |  | KERIVAAFSE |  | DGEGNLTFND |  | FVDMFSVLCE |
| SAPRELKANY |  | AFKIYDFNTD |  | NFICKEDLEL |  | TLARLTKSEL |  | DEEEVVLVCD |
| KVIEEADLDG |  | DGKLGFADFE |  | DMIAKAPDFL |  | STFHIRI    |  |            |

A: Аланін

C: Цистеїн

D: Аспарагінова кислота

E: Глутамінова кислота

F: Фенілаланін

G: Гліцин

H: Гістидин

I: Ізолейцин

K: Лізин

L: Лейцин

M: Метіонін

N: Аспарагін

P: Пролін

Q: Глутамін

R: Аргінін

S: Серин

T: Треонін

V: Валін

Задіяний у такому біологічному процесі, як альтернативний сплайсинг. 
Білок має сайт для зв'язування з іонами металів, іоном кальцію, іоном магнію. 
Локалізований у клітинній мембрані, цитоплазмі, мембрані, клітинних відростках, війках.